# Pro-Europäismus
Pro-Europäismus ist eine politische Position, die die Mitgliedschaft in der Europäischen Union (EU) und die europäische Integration befürwortet. Dies beinhaltet europäischen Föderalismus, der eine föderalistische Europäische Union beispielsweise als Vereinigte Staaten von Europa anstrebt.
Als solches ist es das Gegenteil der EU-Skepsis, die sich auf politische Haltungen bezieht, welche der europäischen Integration skeptisch oder ablehnend gegenüberstehen.

## Pro-europäische Parteien

### Auf gesamteuropäischer Ebene
- EU: Democracy in Europe Movement 2025
- EU: Volt Europa

### Innerhalb der EU
- Österreich: Österreichische Volkspartei,[1] Sozialdemokratische Partei Österreichs,[2] Die Grünen - Die Grüne Alternative, NEOS – Das Neue Österreich und Liberales Forum[3], Volt Österreich
- Belgien: Mouvement Réformateur, Open Vlaamse Liberalen en Democraten, Parti Socialiste, Socialistische Partij Anders, Christen-Democratisch en Vlaams, Centre Démocrate Humaniste, Ecolo, Groen, Démocrate Fédéraliste Indépendant, Volt Belgien
- Bulgarien: Sajus na Demokratitschnite Sili,[4] GERB, Demokrati sa Silna Balgarija, Volt Bulgarien
- Kroatien: Hrvatska demokratska zajednica,[5] Socijaldemokratska partija Hrvatske, Hrvatska seljačka stranka, Hrvatska narodna stranka – Liberalni demokrati, Građansko-liberalni savez, Istarski demokratski sabor, Narodna stranka – Reformisti
- Zypern: Dimokratikos Synagermos, Dimokratiko Komma, Kinima Sosialdimokraton, Symmachia Politon, Neo Kyma, Volt Zypern
- Tschechische Republik: Starostové a nezávislí, TOP 09,[6] Česká pirátská strana, Křesťanská a demokratická unie – Československá strana lidová,[7] Sociální demokracie,[8] Strana zelených[9], Volt Tschechien
- Dänemark: Radikale Venstre, Socialdemokraterne,[10] Venstre,[11] Det Konservative Folkeparti[12], Volt Dänemark
- Estland: Sotsiaaldemokraatlik Erakond,[13] Eesti Keskerakond,[14] Eesti Reformierakond, Eestimaa Rohelised, Isamaa, Eesti Vabaerakond
- Finnland: Finnische Zentrumspartei, Nationale Sammlungspartei, Sozialdemokratische Partei Finnlands, Grüner Bund, Schwedische Volkspartei
- Frankreich: La République en Marche, Mouvement démocrate, Les Républicains, Parti socialiste, Place publique, Europe Écologie-Les Verts, Mouvement radical, Union des démocrates et indépendants, Volt France
- Deutschland: Christliche Demokratische Union Deutschlands, Sozialdemokratische Partei Deutschlands, Bündnis 90/Die Grünen, Freie Demokratische Partei, Christlich-Soziale Union in Bayern, Die PARTEI[15], Volt Deutschland
- Griechenland: Nea Dimokratia, Syriza, Kinima Allagis, Enosi Kendroon, Volt Griechenland
- Ungarn: Demokratikus Koalíció, Magyar Szocialista Párt, Momentum Mozgalom, Jobbik, LMP – Magyarország Zöld Pártja, Párbeszéd, Magyar Liberális Párt, Modern Magyarország Mozgalom, Polgári Konzervatív Párt
- Irland: Fine Gael, Fianna Fáil, Labour Party, Social Democrats, Green Party
- Italien: Partito Democratico, Forza Italia, Più Europa, Italia Viva, Volt Italia
- Lettland: Vienotība, Latvijas attīstībai, Kustība Par!, Jaunā konservatīvā partija, Progresīvie
- Litauen: Tėvynės Sąjunga – Lietuvos krikščionys demokratai, Lietuvos socialdemokratų partija, Lietuvos Respublikos liberalų sąjūdis, Darbo partija (leiboristai), Laisvės partija
- Luxemburg: Chrëschtlech Sozial Vollekspartei, Lëtzebuerger Sozialistesch Aarbechterpartei, Demokratesch Partei, Déi Gréng, Volt Luxemburg, Fokus
- Malta: Partit Nazzjonalista, Partit Laburista, Partit Demokratiku, ADPD, Volt Malta
- Niederlande: Democraten 66, Volkspartij voor Vrijheid en Democratie, Partij van de Arbeid, Christen-Democratisch Appèl, GroenLinks, Volt Nederland
- Polen: Platforma Obywatelska, Nowoczesna, Wiosna, Polskie Stronnictwo Ludowe, Sojusz Lewicy Demokratycznej, Twój Ruch, Partia Zieloni, Unia Europejskich Demokratów, Polska Partia Socjalistyczna
- Portugal: Partido Social Democrata, Partido Socialista, Pessoas – Animais – Natureza, LIVRE, Iniciativa Liberal, Volt Portugal
- Rumänien: Partidul Național Liberal, Partidul Mișcarea Populară, Alianța Liberalilor și Democraților, Demokratische Union der Ungarn in Rumänien, Uniunea Salvați România, Pro România, Partidul Libertății, Unității și Solidarității, Volt România
- Slowakei: Progresívne Slovensko, Kresťanskodemokratické hnutie, SLOVENSKO, Hlas – sociálna demokracia, Demokrati, Allianz, Za ľudí, Volt Slovensko
- Slowenien: Lista Marjana Šarca, Stranka modernega centra,[16] Demokratična stranka upokojencev Slovenije, Socialni demokrati,[17] Nova Slovenija,[18] Stranka Alenke Bratušek,[19] Slovenska Ljudska Stranka[20], Gibanje Svoboda
- Spanien: Partido Popular, Partido Socialista Obrero Español, Ciudadanos, Verdes Equo, Eusko Alderdi Jeltzalea-Partido Nacionalista Vasco, Volt España
- Schweden: Sveriges socialdemokratiska arbetareparti, Moderata samlingspartiet, Centerpartiet, Liberalerna, Kristdemokraterna, Volt Sverige

### Außerhalb der EU
- Albanien: Partia Demokratike e Shqipërisë, Partia Socialiste e Shqipërisë, Lëvizja Socialiste për Integrim, Partia Republikane Shqiptare, Partia Bashkimi për të Drejtat e Njeriut
- Armenien Demokratisch-Liberale Partei, Leuchtendes Armenien, Freie Demokraten, Republik, Erbe, Land des Rechts
- Aserbaidschan: Respublikaçı Alternativ Partiyası[21]
- Belarus: Belarussische Christdemokratie, Partyja BNF, Vereinigte Bürgerpartei von Belarus
- Bosnien und Herzegowina: Socijaldemokratska partija Bosne i Hercegovine, Srpska Demokratska Stranka, Savez za bolju budućnost Bosne i Hercegovine, Demokratska fronta BH, Naša stranka
- Georgien: Vereinte Nationale Bewegung, Europäisches Georgien, Freie Demokraten, Republikanische Partei Georgiens, Strategia Aghmashenebeli, Für Georgien, Lelo für Georgien, Girchi, Girchi – Mehr Freiheit
- Island: Samfylkingin, Björt framtíð, Viðreisn
- Kasachstan: Aq Jol[22]
- Moldawien: Partei der Aktion und Solidarität, Demokratische Partei Moldaus, Liberale Partei, Liberaldemokratische Partei Moldaus
- Montenegro: Evropa sad!, Demokratska Partija Socijalista Crne Gore, Socijaldemokratska Partija Crne Gore
- Nordmazedonien: Sozialdemokratische Liga Mazedoniens, Democratic Union for Integration
- Norwegen: Høyre, Arbeiderpartiet
- Russland: Jabloko, Partei der Volksfreiheit
- Serbien: Demokratska Stranka, Liberalno-demokratska partija, Narodna stranka, Stranka slobode i pravde, Nova stranka, Socijaldemokratska stranka, Liga socijaldemokrata Vojvodine, Socijalistička partija Srbije
- Schweiz: Sozialdemokratische Partei der Schweiz, Grüne Partei der Schweiz, Grünliberale Partei, Christlichdemokratische Volkspartei, Volt Schweiz
- Türkei: İyi Parti, Halkların Demokratik Partisi, Cumhuriyet Halk Partisi, Demokratik Sol Parti, Demokrat Parti, Liberal Demokrat Parti Demokrasi ve Atılım Partisi
- Ukraine: Sluha narodu, Allukrainische Vereinigung „Vaterland“, Europäische Solidarität, Stimme, Selbsthilfe, Ukrainische Volkspartei, Unsere Ukraine, Volksfront, Bürgerliche Position[23]
- Vereinigtes Königreich: Liberal Democrats,[24][25] Green Party of England and Wales,[26] Plaid Cymru,[27][28] Scottish National Party,[29] Social Democratic and Labour Party,[30] Scottish Green Party,[31] Women’s Equality Party,[32] Alliance Party of Northern Ireland,[33] Green Party in Northern Ireland,[34] Mebyon Kernow,[35] Alliance EPP: European People’s Party UK,[36] Left Unity,[37] Renew Party[38], Volt UK

## Multinationale europäische Partnerschaften
- Europarat: eine internationale Organisation, deren erklärtes Ziel es ist, die Menschenrechte, Demokratie und Rechtsstaatlichkeit in Europa zu wahren und die europäische Kultur zu fördern. Sie hat 47 Mitgliedsstaaten mit etwa 820 Millionen Menschen.
- Organisation für Sicherheit und Zusammenarbeit in Europa: die größte sicherheitsorientierte zwischenstaatliche Organisation der Welt, mit 57 Teilnehmerstaaten vor allem in Europa und der nördlichen Hemisphäre.